# در جهان …
در جهان … (انگلیسی: In a World...) یک فیلم در ژانر کمدی به کارگردانی لیک بل است که در سال ۲۰۱۳ منتشر شد.

## بازیگران
- کارلی چایکین
- دیمیتری مارتین
- دان لافونتن
- اوا لونگوریا
- جینا دیویس
- جیسون اومارا
- جف گارلین
- کن مارینو
- لیک بل
- نیک آفرمن
- راب کوردری
- تلولا رایلی
- میکلا واتکینس
- الکساندرا هولدن